# Veil of Maya
Veil of Maya é uma banda americana de metalcore, formada em Chicago, Illinois pelos membros Marc Okubo e Sam Applebaum em 2004. O quinto álbum deles, Matriarch (2015), os viu abandonando o gênero deathcore, que dominava seu trabalho anterior, e encorporando o metalcore progressivo como sua nova sonoridade. Eles também estão associados à cena djent.

## Membros

### Atuais
- Marc Okubo - Guitarra (2004 - Presente)
- Sam Applebaum - Bateria (2004 - Presente)
- Danny Hauser - Baixo (2010 - Presente)
- Lukas Magyar - Vocal (2014 - Presente)

### Anteriores
- Timothy Marshall - Guitarra (2004 - 2006)
- Adam Clemans - Vocal (2004 - 2007)
- Kristopher Higler - Baixo (2004 - 2009)
- Scott Okarma - Guitarra (2006)
- Bryan Ruppell - Guitarra (2006 - 2007)
- Brandon Butler - Vocal (2007 - 2014)
- Matthew C. Pantelis - Baixo (2009 - 2010)

## Discografia

### Álbuns de estúdio
- All Things Set Aside (2006)
- The Common Man's Collapse (2008)
- [id] (2010)
- Eclipse (2012)
- Matriarch (2015)
- False Idol (2017)

### Singles
- Subject Zero (2013)
- Members Only (2019)
- Outsider (2020)

### Videoclipes
- It's Not Safe to Swim Today (2009)
- Unbreakable (2010)
- 20/200 // Divide Paths (2013)
- Mikasa (2015)
- Aeris (2015)
- Overthrow (2017)
- Doublespeak (2017)
- Outsider (2020)